# Ревізор (фільм, 1996)
«Ревізор» — російський фільм 1996 року. Третя російська екранізація п'єси Миколи Гоголя «Ревізор», режисер доволі не точно слідує оригінальному тексту, деякі сцени було викреслено, а інші навпаки додано, тоді як персонажа поміщика Бобчинського взагалі викреслено зі сценарію. Стрічку присвячено 850 річчю Москви.

## Сюжет
До городничого повітового містечка Російської імперії приходить принеприємна звістка: з Санкт-Петербургу їде ревізор з перевіркою. Всі чиновники налякані, адже за кожним з них водяться так звані «грішки». Доки всі чиновники отримують накази від городничого, приходить поміщик Добчинський і говорить, що бачив в трактирі чоловіка інтелігентної зовнішності, розумного, з Петербурга. Всі чиновники і городничий помилково вирішують, що цей самий чоловік і є ревізором. На основі цього і розвиваються подальші події фільму.

## У ролях
- Євген Миронов — Іван Олександрович Хлєстаков, чиновник з Петербурга
- Микита Михалков — Антон Антонович, городничий
- Марина Нейлова — Анна Андрієвна, дружина городничого
- Ганна Михалкова — Марія Антонівна, донька городничого
- Зиновій Гердт — Лука Лукич, доглядач училищ
- Олег Янковський — Амос Федорович Ляпкін-Тяпкін, суддя
- Олексій Жарков — Артемій Філіпович Земляника, попечитель богоугодних закладів
- Анангард Леонтьєв — Добчинський, поміщик
- Армен Джигарханян — Осип, слуга Хлєстакова
- Петро Меркур'єв — лікар
- Володимир Ільїн — Іван Кузьмич Шпекін, поштмейстер